# Pauline Dempers
Pauline Frannzisca Dempers (sinh ngày 28 tháng 4 năm 1962 tại Aranos, Vùng Hardap) là một nhà hoạt động nhân quyền và chính trị gia người Namibia. Năm 1996, Dempers trở thành điều phối viên quốc gia cho Phá vỡ bức tường im lặng (BWS), một nhóm ủng hộ quyền của những người bị SWAPO giam giữ trong Chiến tranh Độc lập Namibia. Dempers đã hoạt động với Đại hội Dân chủ.

## Sự nghiệp
Dempers là một nhà hoạt động chống phân biệt chủng tộc nổi tiếng ở miền nam Namibia trước khi chạy trốn vào năm 1983 để tham gia SWAPO. Bà và hàng trăm người lưu vong Namibia khác đã bị SWAPO bắt giữ vào năm 1986 khi đang sống gần Lubango, Angola. Bà đã bị tra tấn và giam giữ trong 'ngục tối' Lubango trước khi được thả ra và hồi hương về Namibia sau những động thái tiến tới độc lập lên đến đỉnh điểm vào tháng 3 năm 1990. Dempers trở thành điều phối viên quốc gia cho BWS năm 1999, ba năm sau khi thành lập.
Năm 2007, Dempers là một phần của cuộc tranh cãi với tư cách là thành viên của Ủy ban Trung ương đảng của đảng đối lập của đảng Dân chủ. Bà và các thành viên ủy ban khác đã bị trục xuất bởi một phe của đảng do Ben Ulenga lãnh đạo. Bà gia nhập phe phái do Ignatius Shixwameni lãnh đạo và thành lập một "ủy ban quốc gia lâm thời".
Vào tháng 3 năm 2008, người bạn thân và đồng phạm bị giam giữ Kalla Gertze đã chết vì một cơn hen. Trong việc xuất tinh hóa Dempers, Gertze và kêu gọi các thành viên của các thành viên Quốc hội mở cuộc tranh luận về những người bị giam giữ Lubango.